# Gambialoa finita
Gambialoa finita är en insektsart som beskrevs av Irena Dworakowska 1994. Gambialoa finita ingår i släktet Gambialoa och familjen dvärgstritar.
Artens utbredningsområde är Sri Lanka. Inga underarter finns listade i Catalogue of Life.